# Hecatera chrysozona
Hecatera chrysozona är en fjärilsart som beskrevs av Moritz Balthasar Borkhausen 1792. Hecatera chrysozona ingår i släktet Hecatera och familjen nattflyn. Inga underarter finns listade i Catalogue of Life.